# UD트럭 쿠제
UD트럭 쿠제(영어: UD Truck Kuzer, 일본어: UD・クーザー)는 일본 UD 트럭사가 생산하는 소형 트럭으로 2017년에 출시되었다. UD트럭 퀘스터, UD트럭 크로너와 마찬가지로 개발도상국 전략 차종이기 때문에 일본 시장에서 판매하지 않는다. 최초로 인도네시아에서 생산하기 시작했다.

## 같이 보기
- UD트럭
- 닛산 디젤 큐온
- UD트럭 퀘스터
- UD트럭 크로너
- UD트럭 카제트
- UD트럭 SLF